# Den engelsk-irske traktat
Den engelsk-irske traktat (engelsk: The Anglo-Irish Treaty, irsk: An Conradh Angla-Éireannach) er en fredsaftale, der blev indgået mellem Storbritannien og repræsentanter for den Irske republik i 1922. Aftalen afsluttede den Den irske uafhængighedskrig.

## Baggrund
I Påskeopstanden 1916 gjorde republikanske militser – dele af Irish Volunteers samt Irish Citizen Army, en arbejdermilits ledet af den revolutionære socialist og fagforeningsleder James Connolly – oprør mod det britiske kolonistyre i Irland. Det blev blodigt nedkæmpet, og dets ledere henrettet, hvormed der skabtes grobund i Irland for en voksende folkelig tilslutning til irsk separatisme og republikanisme.
I 1917-1919 reorganiseredes resterne af de væbnede militser – med udgangspunkt i Irish Volunteers – i en guerillahær: Óglaigh na hÉireann. Den nye guerillataktik blev udformet af Michael Collins (Irish Republican Brotherhood (IRB) – et militant revolutionært hemmeligt broderskab), som stod i spidsen for reorganiseringen. Formålet var at opbygge en militær enhed, der kunne anvendes i kampen for at løsrive Irland fra britisk dominans.
IRA blev gradvist det republikanske parti Sinn Féins militære gren. Men det var først med proklameringen af en Irsk Republik og oprettelsen af et irsk parlament, Dáil Éireann, og regering i januar 1919 – der trodsede det britiske overherredømme i Irland – at Irish Volunteers officielt blev den selv-proklamerede republiks «legitime» hær (Irish Republican Army – IRA). Det britiske kolonistyre ulovliggjorde det nye irske parlament og svarede igen på IRA's guerillaaktioner med grusom terror og undertrykkelse ved hjælp af britiske specialstyrker (the Black and Tans), og IRA optrappede gradvist guerillakampen mod den fortsatte britiske dominans. Denne uafhængighedskrig varede 1919-21.
Med fredsaftalen i december 1921 måtte Sinn Féins forhandlere acceptere den midlertidige deling af Irland, som det britiske parlament allerede havde foretaget ved lov (Government of Ireland Act, 1920). Til gengæld opnåede de irsk selvstændighed for de sydlige 26 grevskaber, men indenfor det britiske Commonwealth. Republikanernes accept af denne aftale skyldtes i høj grad styrkeforholdene, hvor forhandlerne blev truet af den britiske regering med fornyet krig, i en situation hvor IRA stod næsten uden våben og ammunition. Anglo-Irish Treaty blev godkendt af et flertal i det irske parlament i januar 1922. Men et mindretal nægtede at acceptere beslutningen, IRA blev splittet, og mens tilhængerne af Traktaten blev det nye Irske Fristats hær, beholdt modstanderne navnet IRA, og en borgerkrig fulgte, som i 1923 førte til IRA's endelige nederlag.
Trods nederlaget fortsatte IRA med at eksistere og førte i perioder væbnede kampagner, efter 2. verdenskrig fortrinsvis i Nordirland, vendt mod den fortsatte deling af Irland og den britiske tilstedeværelse.
IRA har siden 1916 bestået af især to politiske strømninger: En politisk traditionsbunden nationalistisk tendens, der satte den væbnede kamp i centrum for taktik og strategi – og ofte bandlyste politik – baseret på overbevisningen, at en britisk tilbagetrækning fra Irland ikke ville ske uden anvendelse af voldelige midler. IRA har gennemgående været domineret af denne tendens. Og på den anden side har der været en strømning, der også ønskede fremme de politiske mål via en politisering af IRA og deltagelse i politik. Denne tendens har ofte været venstreorienteret og byggede på James Connollys revolutionære republikanske socialisme.
Frem til slutningen af 40'erne blev IRA rystet og decimeret af en række splittelser, der skyldtes disse politiske modsætninger. I 20'erne medførte de et brud i alliancen mellem Sinn Féin og IRA. Denne alliance (den republikanske bevægelse, som også består af andre organisationer end IRA og Sinn Féin) blev først genoprettet i 1949, men med IRA som den dominerende part.
Efter en væbnet kampagne i 1956-62, der endte bittert for IRA pga. svindende folkelig opbakning i Nordirland, besluttede IRA at nedlægge våbnene og engagere sig i politisk arbejde. IRA eksisterede formelt stadig som organisation, men var i praksis blevet nedlagt.
Der var uenighed om denne politiske linje i IRA. Mens mange republikanere tilsluttede sig de nye Republican Clubs i 60'erne og siden den nordirske borgerretsbevægelse (Northern Ireland Civil Rights Association – NICRA), var der også mange, der desillusioneret forsvandt ud i passivitet.
Da borgerretsbevægelsen blev mødt med unionistisk vold og efterhånden radikaliseredes, skabte dette splid blandt de politisk aktive republikanere. Nogle ønskede at fastholde borgerretsbevægelsens oprindelige perspektiv om at reformere Nordirland med fredelige midler (dvs. man inddrog ikke spørgsmålet om Irlands deling, som man mente skulle tages op i en senere fase i strategien). Mens andre – specielt i lyset af de voldelige overfald på de katolske ghettoer i det vestlige Belfast i august 1969 – mente at erfaringerne havde vist, at denne kommunistisk inspirerede fasestrategi var illusorisk: Det unionistiske styre ville ikke uden videre acceptere en reform og demokratisering af Nordirland. Det var igen blevet nødvendigt at kunne forsvare de katolske ghettoer mod væbnede overgreb, som IRA ikke havde været i stand til i august 1969, da de ikke havde våben.
Disse modsætninger i den republikanske bevægelse førte til en splittelse på IRA's kongres i december 1969, der blev konfirmeret på Sinn Féins Árd Fheis (kongres) i januar 1970. Det centrale stridsspørgsmål var den republikanske ledelses forslag om at afskaffe «abstentionism» (princippet om ikke at indtage sine pladser i parlamentariske forsamlinger i Dublin, Belfast og London), hvilket betød en de facto anerkendelse af de 3 parlamenter. De reformorienterede – dvs. flertallet, der blev til det «officielle» IRA (OIRA) og Sinn Féin – gik ind for en sådan reform, idet de ønskede at udvide mulighederne for parlamentarisk arbejde. Denne gruppe i den republikanske bevægelse var blevet stærkt influeret af irske kommunister, som de bl.a. havde samarbejdet med i borgerretsbevægelsen og orienterede sig nu åbent som socialister og marxister. Mens modstanderne – dvs. mindretallet, der blev til det «provisoriske» IRA (PIRA) og Sinn Féin (også kaldet «the Provos») – var en meget blandet gruppe. De bestod dels af gamle militante republikanere, der igen ønskede at sætte kampen for irsk genforening og den væbnede kamp i centrum for republikansk taktik/strategi. Mange af dem havde længe været passive. Men dels bestod de også at mange nye unge medlemmer fra de katolske arbejderghettoer, som var blevet politisk radikaliseret gennem deres aktiviteter i den nordirske borgerretsbevægelse og i forsvaret af ghettoerne i Nord. Endnu flere af disse unge strømmede til i de følgende år.
De gamle republikanere var overvejende anti-kommunistiske og traditionelt nationalistiske i deres politiske syn, mens de unge i løbet af få år begyndte at drive det «provisoriske» IRA til venstre. Mens den «officielle» republikanske bevægelse foretog en omvendt politisk løbebane fra politisk venstreorientering til reformisme (se Sinn Féin).
Men begge fløje af IRA bevægede sig i årene 1970-72 ud i først et forsvar af de katolske ghettoer og dernæst en offensiv taktik ifht. den britiske militære tilstedeværelse. Som sådan var begge – uanset forskellene i deres politik – en del af den voldelige eskalering, der fandt sted. Især som følge af det unionistiske styres og den britiske hærs militære undertrykkelse af den irsk-katolske befolkningsgruppe. Men da den britiske regering ophævede og reelt nedlagde det unionistiske styre og Stormont-parlamentet i 1972 erklærede det «officielle» IRA (OIRA) våbenhvile og nedlagde officielt våbnene. Uofficielt eksisterede OIRA dog fortsat. I nogle år midt i 70'erne var OIRA involveret i et voldeligt opgør med en marxistisk udbrydergruppe, IRSP/INLA (se Nordirland), og har siden ofte været involveret i kriminelle aktiviteter.

## Det provisoriske IRA (PIRA) 1970-
Det «provisoriske» IRA (PIRA) erklærede – delvist efter forhandling med den britiske regering – våbenhvile i juli 1972. Da den kort efter brød sammen, eskalerede PIRA bevidst den væbnede kampagne med en række voldsomme bomber mod økonomiske mål i Nordirland, men med mange civile ofre, da PIRA var stærkt præget af amatørisme. Det skete i forventning om at det britiske styre i Nordirland blot skulle have et sidste pres for at foretage den endelige tilbagetrækning. Man betragtede nedlæggelsen af Stormont og forhandlingerne med den britiske regering som et bevis på dette. Herefter udvidedes PIRA's væbnede kampagne til England.
I 1974 udførtes nogle af de mest blodige IRA-bombeattentater på pubber i Birmingham og Guildford i England. De britiske myndigheder foretog hurtig arrestation og domfældelse af de forkerte personer, som sad uretmæssigt fængslet helt frem til 1989-91 (sagerne om The Guildford Four og The Birmingham Six).
Det unionistiske styres undertrykkelse af borgerretsbevægelsen og den irsk-katolske befolkningsgruppe sikrede IRA en omfattende folkelig opbakning. Den blev yderligere styrket på baggrund af indsættelsen af den britiske hær i august 1969, der fra 1970 samarbejdede med de lokale sikkerhedsstyrker i den militære undertrykkelse. At anvende den britiske hær til at klare en situation med civil uro og ulydighed var en meget drastisk og uhensigtsmæssig taktik fra den britiske regerings side, som ikke blot fik flertallet af den katolske lokalbefolkning til at vende sig mod den britiske tilstedeværelse. IRA sikrede sig reelt basis for en langvarig væbnet kampagne vendt mod det britiske styre, til trods for at der også var folkelig kritik af mange af de voldelige metoder og konsekvenser. Helt afgørende for dette var det unionistiske styres indførelse af internering uden dom i 1971 – et skridt der havde britisk støtte – og britiske faldskærmssoldaters nedskydning af og drab på 14 demonstranter i Derry ved en borgerretsdemonstration den 30. januar 1972 (Bloody Sunday).
Interneringspolitikken, som blev fortsat under det direkte styre fra London, og især skærpelsen af den retlige praksis overfor paramilitær vold i 1973 førte til, at mange af de nye unge IRA-medlemmer blev interneret eller fængslet i interneringslejren Long Kesh (senere the Maze). En ny længerevarende mislykket IRA-våbenhvile i 1975 blev reelt brugt af myndighederne til at underminere IRA. Dette benyttede nyligt løsladte unge republikanere i Nord under ledelse af Gerry Adams til et opgør med den hidtidige IRA-strategi og struktur. De havde brugt tiden i fængslet til læsning af venstreorienteret litteratur og politiske diskussioner og gennemgået en politisk radikalisering. Men de havde også diskuteret IRA's organisering, som på grund af sin traditionelle hærstruktur, nu var gennemhullet af myndighederne.

### Professionalisering
I sidste halvdel af 1970'erne førte dette til en professionalisering og reorganisering af IRA i en ny cellestruktur, samt en politisering og radikalisering af både IRA og Sinn Féin, sådan at der blev lagt ny vægt på en opbygning af Sinn Féin som politisk parti. Dette var en ny taktik/strategi, hvor det centrale var at opbygge og konsolidere den folkelige forankring med henblik på «langvarig krig» (the «Long War» strategy) mod det britiske styre i Nordirland, i modsætning til den tidligere, hvor der satsedes på hurtig militær optrapning i forventning om hurtig sejr. Man havde således erkendt, at den væbnede kamp ikke alene kunne sikre en endelig sejr.
«The Provos» havde i løbet af 70'erne identificeret sig stadigt stærkere med den 3. verdens anti-imperialistiske befrielsesbevægelser. Dette indgik i den politiske radikalisering, som fandt sted, hvor man også lagde fornyet vægt på den irske revolutionære socialist James Connollys perspektiv om en irsk demokratisk socialistisk republik. Man ønskede at understrege, at et forenet Irland indebar en radikal samfundsforandring, såvel i Syd som i Nord.
Men det var først efter en langvarig republikansk sultestrejke i 1981 i Long Kesh, der gav både IRA og Sinn Féin ny folkelig opbakning, at det blev muligt for den yngre gruppe af republikanere fra Nord at få tilstrækkelig støtte i den republikanske bevægelse til for alvor at søsætte den ønskede udvikling af Sinn Féin som politisk parti. De republikanske fanger gennemførte to sultestrejker i 1980/81 for en række krav i fængslet, der indebar en anerkendelse af dem som politiske fanger. En status der var blevet frataget dem ved den britiske kriminalisering af politisk motiverede forbrydelser i 1976. Som sådan var de republikanske fanger blevet et omdrejningspunkt for den politiske kamp mellem det britiske styre og IRA. I en demonstration af britisk fasthed og ubøjelighed over for «terrorister» nægtede den konservative britiske premierminister Margaret Thatcher at give efter for de sultestrejkende fangers krav. Det førte til 10 fangers død, den første af dem var Bobby Sands, der døde efter at han ved et suppleringsvalg havde vundet en plads i det britiske parlament. Thatcher var dermed med til at skabe en folkelig bevægelse i Irland og international støtte til fordel for fangerne og i sidste ende til at puste nyt liv i den republikanske bevægelse.
Den republikanske strategi blev fremover at støtte en kombination og sidestilling af politisk og væbnet kamp («the ballot box and armalite strategy», 1981). Men hurtig fremgang og succes for Sinn Féin i en række valg i starten af 80'erne gjorde Sinn Féin stadigt mere dominerende. I 1986 vedtog man at ophæve «abstentionism» ifht. parlamentet i Dublin for at udvide Sinn Féins muligheder for parlamentarisk arbejde. Dette førte til en splittelse i Sinn Féin og IRA (se Sinn Féin), hvor et mindretal anført af den gamle Sinn Féin-ledelse, overvejende folk fra det sydlige Irland, forlod partiet og dannede Republican Sinn Féin (RSF). De har ikke villet støtte fredsprocessen i 90'erne, og det menes, at den paramilitære organisation «Continuity» IRA (se Nordirland) udspringer af RSF.

### På vej mod fred
Professionaliseringen og politiseringen af IRA i slutningen af 70'erne tog også sigte på mere bevidst at søge at undgå civile ofre. Men i løbet af 80'erne skete der ikke blot en udvidelse af IRA's bombeoffensiv, men også en skærpelse af IRA's metoder samt nogle katastrofale fejlbombninger med tab af menneskeliv, som var med til at underminere IRA's folkelige opbakning og blev mødt af kritik fra f.eks. Sinn Féins leder, Gerry Adams. Samtidig er der ingen tvivl om, at f.eks. de store dristige IRA-bomber i 90'erne mod økonomiske mål i England lagde et voldsomt pres på den britiske regering. Den britiske regering erkendte åbent, at det ikke var muligt at besejre IRA militært. Disse og andre nye signaler fra den britiske regering i 1989/90 med bl.a. ønske om forhandlinger med republikanerne og forstærkede ønsker blandt de toneangivende kræfter i Sinn Féin om at undersøge muligheder for fred førte til indledningen af en fredsproces i starten af 90'erne. Efter det første fredsudspil fra SDLP-lederen John Hume og Gerry Adams i 1993 skete der en hurtig politisk udvikling, som fik IRA til at erklære våbenhvile den 31. august 1994.
Efter en periode med mislykkede forsøg på at starte forhandlinger, der strandede på både unionisternes og den konservative britiske regerings nye krav om, at disse skulle være betinget af en IRA våbenaflevering, ophævede IRA sin våbenhvile i februar 1996 med en spektakulær bombeoffensiv i England, der også krævede civile ofre. Det var først med den nye Labour-regering i 1997, at der hurtigt blev åbnet op for forhandlinger og dermed en ny IRA-våbenhvile i sommeren 1997.
Fredsprocessen skyldtes bl.a. et politisk skift i Sinn Féin og IRA, hvor man gradvist valgte at satse på en politisk strategi og en udfasning af den væbnede kampagne, samtidig med at man accepterede nordirsk selvstyre som delmål i strategien. Baseret på en ny analyse og vurdering der sagde, at de langsigtede politiske mål kunne nås via den politiske kamp, uden de store omkostninger ifm. den væbnede kampagne. Dette skift har foregået som en længere proces med flere års politiske diskussioner og kampe i såvel Sinn Féin som IRA. Disse er endnu ikke afsluttet. De drivende kræfter i denne proces har været den politiske ledelse i Sinn Féin centreret omkring Gerry Adams.
Sinn Féin og IRA indgår stadig i en alliance. Men den har været under hårdt ydre såvel som indre pres under fredsprocessen, hvilket har gjort forbindelsen mellem de to organisationer væsentlig mindre tæt i dag end tidligere. Udviklingen henimod at acceptere den nye politiske linje har været særdeles vanskelig i IRA, hvor en nedlæggelse af våbnene traditionelt har været set i sammenhæng med en britisk tilbagetrækning fra Irland. Der er som følge heraf sket flere afskalninger, og der findes stadig et stort mindretal af mere militante IRA-medlemmer. Den alvorligste afskalning skete i efteråret 1997 under forhandlingerne, der skulle føre til fredsaftalen i april 1998. Den førte til oprettelsen af en ny gruppe «real» IRA, der i august 1998 stod bag bombesprængningen i Omagh i Nordirland, hvor 29 mennesker blev dræbt. Denne bombe var reelt med til at styrke den folkelige opbakning til fredsprocessen og tvang «real» IRA til våbenhvile.
Spørgsmålet om IRA's våbenaflevering har fortsat været omdrejningspunktet i den politiske kamp mellem fredsaftalens parter om, hvordan aftalen skal opfattes og realiseres, selvom den paramilitære våbenaflevering i fredsaftalen i princippet overlades til en uafhængig international våbenafleveringskommission (se Nordirland).
Såvel dette som opbygningen af en nyt IRA foretaget af republikanske modstandere af fredsprocessen er stadig uafklarede spørgsmål i den politiske proces i Nordirland. Mens det står klart, at det «gamle» IRA næppe vil genoptage den væbnede kamp som før, har flere republikanske grupper søgt at præsentere sig som et «nyt» IRA, og der har også været samlingsbestræbelser mellem disse grupper. Men de vil ikke kunne genstarte en væbnet kampagne, der bliver andet end en svag afglans af PIRA's kampagne, som man har set under 25-30 års væbnet konflikt i Nordirland, og med en forsvindende lille folkelig opbakning.